# Stereopalpus rufipes
Stereopalpus rufipes är en skalbaggsart som beskrevs av Thomas Casey 1895. Stereopalpus rufipes ingår i släktet Stereopalpus och familjen kvickbaggar. Inga underarter finns listade i Catalogue of Life.